# Arakure
Arakure (あらくれ) é um filme de drama japonês de 1957 dirigido e escrito por Mikio Naruse, Yōko Mizuki e Shusei Tokuda. Foi selecionado como representante do Japão à edição do Oscar 1958, organizada pela Academia de Artes e Ciências Cinematográficas.

## Elenco
- Hideko Takamine
- Ken Uehara
- Masayuki Mori
- Daisuke Katō
- Eijirō Tōno
- Seiji Miyaguchi
- Tatsuya Nakadai
- Keiko Kishi
- Chieko Nakakita
- Takeshi Sakamoto